# Bryony Shaw
Bryony Elisabeth Shaw (ur. 28 kwietnia 1983 w Wandsworth) – brytyjska żeglarka sportowa specjalizująca się w windsurfingowej klasie RS:X, brązowa medalistka olimpijska.
Brązowa medalistka igrzysk olimpijskich w 2008 roku w klasie RS:X.
W mistrzostwach świata nie zdobyła dotychczas medalu, a najlepszym jej osiągnięciem jest czwarte miejsce w 2010 roku.
Do 2004 roku startowała w klasie Mistral.